# Pepe Martí
Josep María Martí Sobrepera (Sabadell, Barcelona, España; 13 de junio de 2005), más conocido como Pepe Martí, es un piloto de automovilismo español. Fue tercero del Campeonato de España de F4 en 2021, subcampeón de la Fórmula Regional Asiática en 2022, y quinto en el Campeonato de Fórmula 3 de la FIA en 2023 con Campos Racing, equipo con el que compite en el Campeonato de Fórmula 2 de la FIA desde 2024. Es miembro del Equipo Júnior de Red Bull desde 2023.
Está representado por A14 Management, la agencia de representación de Fernando Alonso.

## Carrera

### Karting
Pepe Martí comenzó su carrera automovilística en el karting en 2016. Ganó la categoría Júnior del Campeonato de España de Karting en 2020, y ese mismo año finalizó cuarto en el Campeonato del Mundo de OKJ. El año siguiente corrió en el Campeonato Mundial de Karting, donde finalizó séptimo en la clase OK.

### Fórmula 4
En diciembre de 2020, fichó por Xcel Motorsport para hacer su debut en monoplazas en la Fórmula 4 de los Emiratos Árabes Unidos en 2021. Logró un triunfo en la carrera 2 de la segunda ronda en el circuito Yas Marina, y se ubicó en la séptima posición en el Campeonato de Pilotos. En enero del mismo año, firmó con Campos Racing para disputar la F4 de su país natal. Obtuvo dos victorias en la ronda de Aragón, y acabó tercero en la general detrás de Dilano van't Hoff y Sebastian Øgaard.

### Fórmula 3 y debut en prototipos

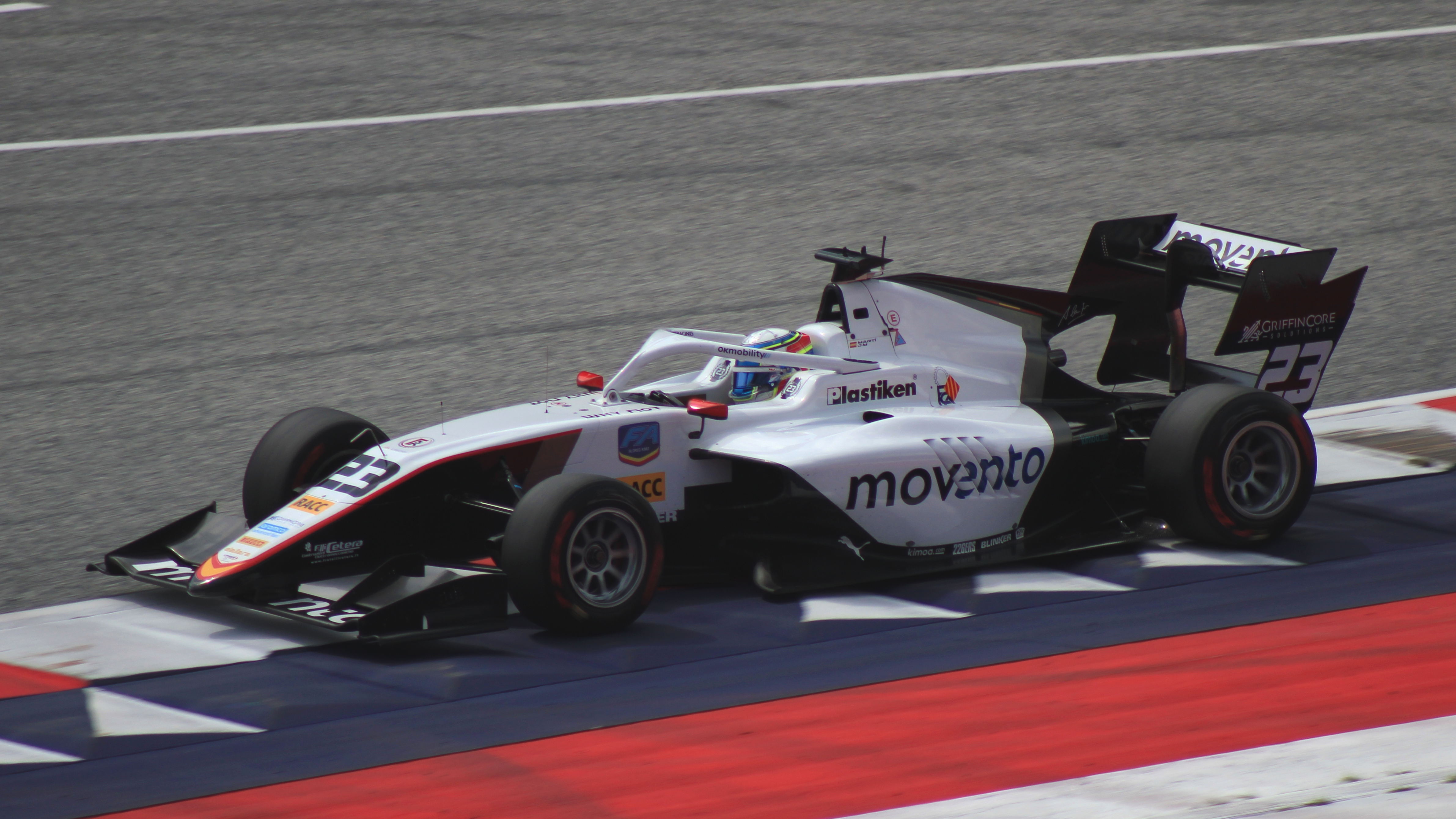
Martí pilotando para Campos Racing en el Red Bull Ring, 2023.

Para el año 2022, firmó con el equipo Pinnacle Motorsport para disputar el Campeonato de Fórmula Regional Asiática desde el 22 de enero al 20 de febrero, y renovó con Campos Racing para disputar la temporada 2022 del Campeonato de Fórmula 3 de la FIA a partir del 19 de marzo. Previamente había participado en los entrenamientos postemporada del año anterior. En el primer campeonato obtuvo cinco podios en las quince carreras que disputó, sin poder ganar, pero no le impidió lograr el subcampeonato detrás del monegasco Arthur Leclerc. En el segundo, no logró resultados destacados y solamente lograría puntuar en la penúltima carrera de la temporada disputada en Monza. Terminó vigesimoquinto en el campeonato con esos dos puntos. Aparte, hizo su debut en prototipos en el Gran Premio Histórico de Zandvoort de 2022 compitiendo en el Masters Endurance Legends, con un Norma M30. Ganó ambas carreras en su clase G2/P3 y terminó en el podio contra autos de clase superior en la carrera 1.
Inició 2023 en el Campeonato de Fórmula Regional de Medio Oriente con Pinnacle VAR. Donde tras no arrancar fino en las dos primeras rondas, perderse la tercera y lograr dos victorias en las últimas dos, terminaría séptimo en la general. En la primera carrera de la temporada 2023 del Campeonato de Fórmula 3 de la FIA, obtuvo su primera victoria y vuelta rápida en la categoría con Campos Racing en la ronda de Baréin por delante del argentino Franco Colapinto. Repitió victoria en el circuito de Mónaco, con más de ocho segundos de diferencia al segundo clasificado en la carrera del sábado. En la semana siguiente en la ronda de España, lograría su primera pole position y su primer Grand Chelem en la categoría, logrando la victoria del domingo, liderar todas las vueltas y la vuelta rápida, escalando al segundo puesto en la clasificación del campeonato.

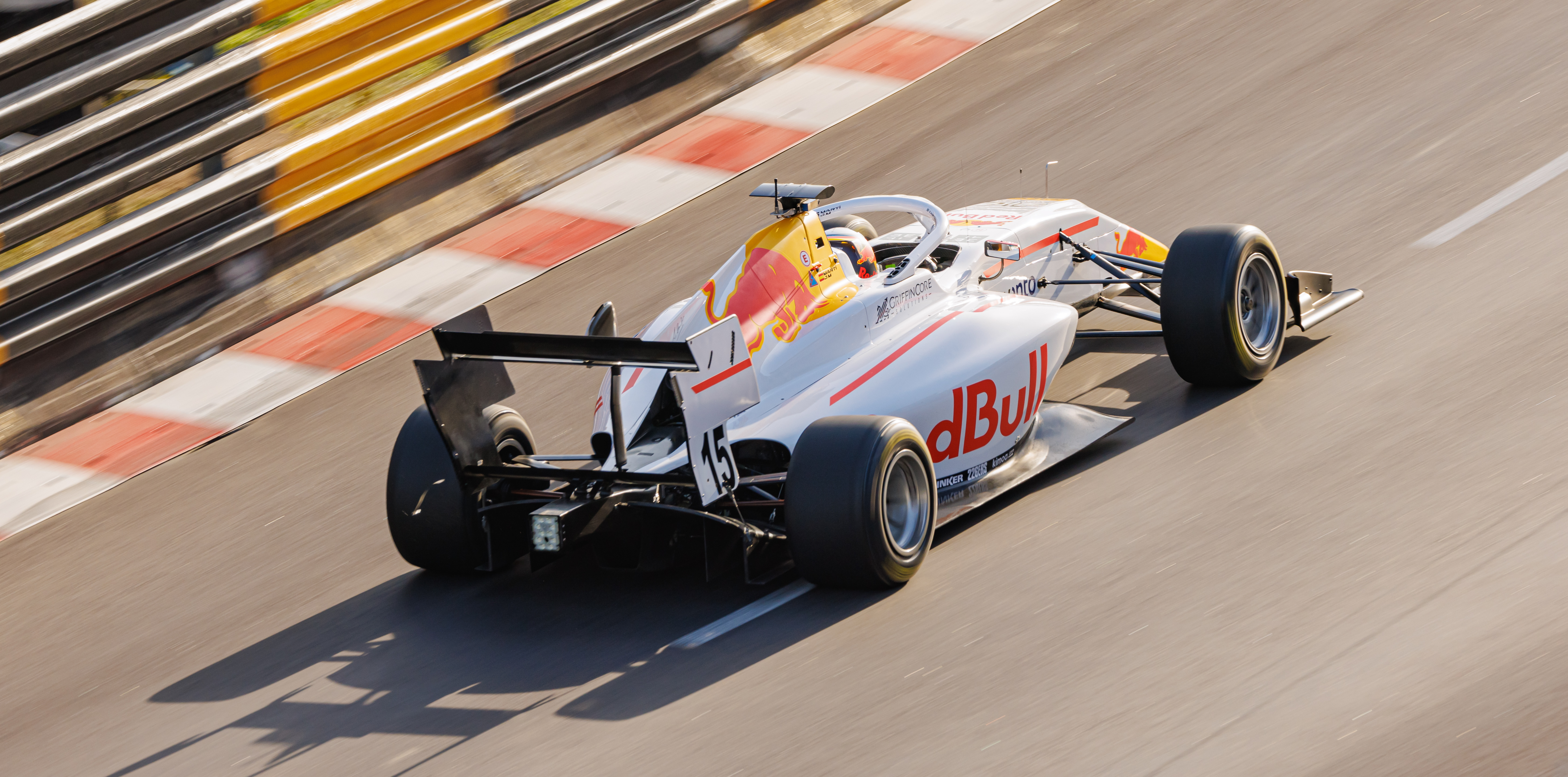
Martí con el equipo Campos Racing y la decoración del Equipo Júnior de Red Bull en el Gran Premio de Macao de 2023.

A finales de la temporada 2023 de Fórmula 3, se anunció que sería piloto del Equipo Júnior de Red Bull, antes de la última ronda de la temporada, facilitando su ascenso a las categorías superiores. También disputó el Gran Premio de Macao, con un monoplaza de Fórmula 3 del equipo Campos Racing con los colores del equipo Red Bull en blanco, ya que en la última carrera de la temporada de F3 tan solo usó un casco con estos colores. Terminó en la quinta posición en la carrera principal, justo por detrás del también español Mari Boya.

### Fórmula 2

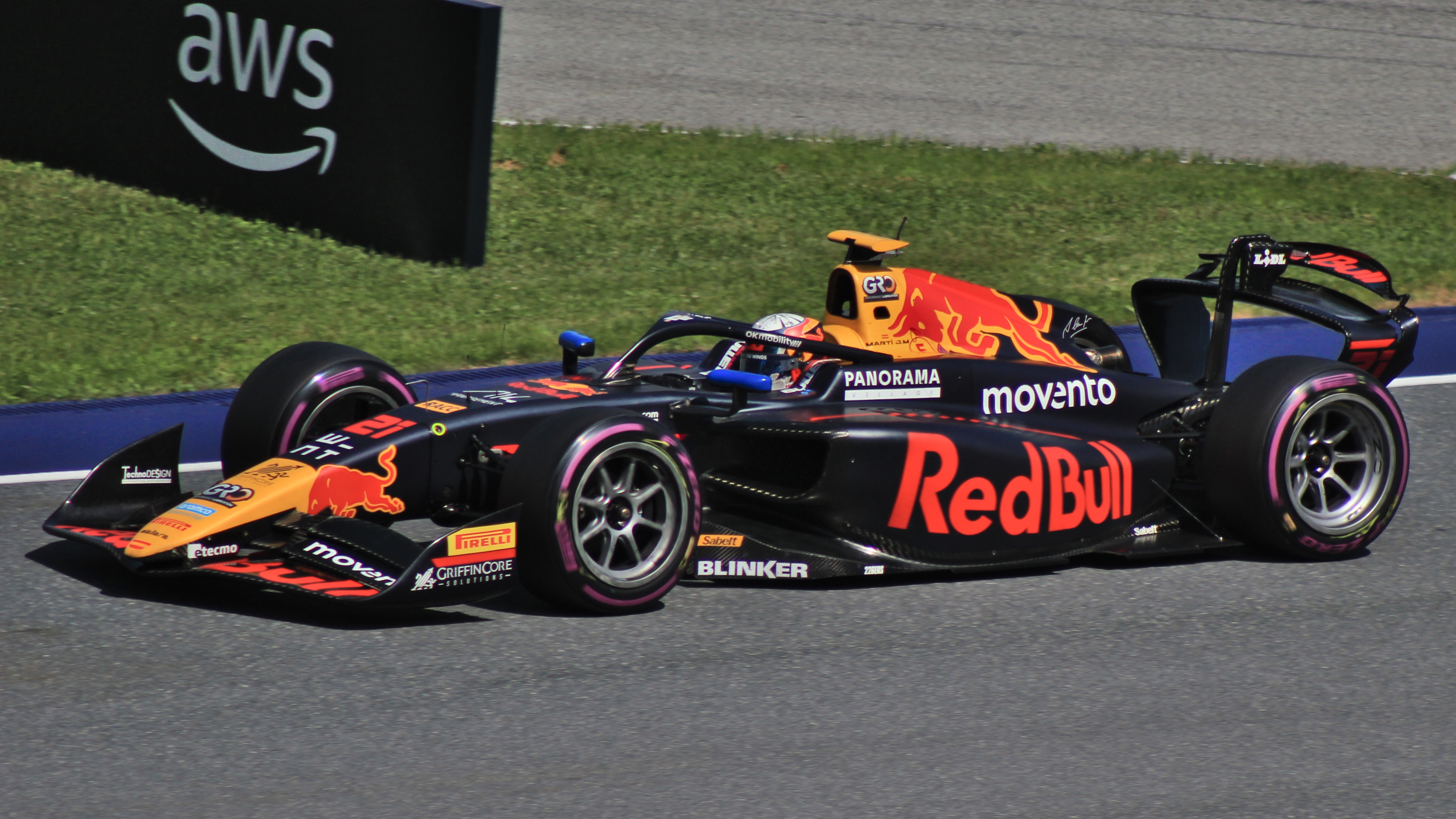
Martí en la ronda de Austria de 2024.

Días después de haber disputado el GP de Macao, Campos Racing anunció el ascenso de Martí al Campeonato de Fórmula 2 de la FIA en 2024 junto al experimentado Isack Hadjar. Debutó en la categoría con un doble podio en la ronda de Sakhir. Martí es el tercer piloto de la categoría en debutar con un doble podio, por detrás de Charles Leclerc (2017) y Liam Lawson (2021). Logró su primera victoria en la categoría en la carrera sprint de la ronda de Yas Marina, seguido de Gabriel Bortoleto y Paul Aron, siendo este último descalificado, cediéndole su posición a Dino Beganovic. Martí terminó la clasificación en la posición catorce con una victoria, cuatro podios y dos vueltas rápidas, con Campos como subcampeón del campeonato de equipos.

## Resumen de carrera
| Temporada | Categoría                                       | Equipo              | Carreras     | Victorias    | Poles        | VR           | Podios       | Puntos       | Pos.         |
| --------- | ----------------------------------------------- | ------------------- | ------------ | ------------ | ------------ | ------------ | ------------ | ------------ | ------------ |
| 2021      | Campeonato de EAU de Fórmula 4                  | Xcel Motorsport     | 19           | 1            | 1            | 0            | 4            | 135          | 7.º          |
| 2021      | Campeonato de España de F4                      | Campos Racing       | 21           | 2            | 3            | 4            | 9            | 196          | 3.º          |
| 2022      | Campeonato de Fórmula Regional Asiática         | Pinnacle Motorsport | 15           | 0            | 0            | 2            | 5            | 158          | 2.º          |
| 2022      | Campeonato de Fórmula 3 de la FIA               | Campos Racing       | 18           | 0            | 0            | 0            | 0            | 2            | 25.º         |
| 2022      | Masters Endurance Legends - G2/P3               | Duqueine            | 2            | 2            | 2            | 2            | 2            | ?            | ?            |
| 2023      | Campeonato de Fórmula Regional de Medio Oriente | Pinnacle VAR        | 12           | 2            | 0            | 0            | 2            | 79           | 7.º          |
| 2023      | Campeonato de Fórmula 3 de la FIA               | Campos Racing       | 18           | 3            | 2            | 4            | 4            | 105          | 5.º          |
| 2023      | Gran Premio de Macao                            | Campos Racing       | 1            | 0            | 0            | 0            | 0            | N/A          | 5.º          |
| 2024      | Campeonato de Fórmula 2 de la FIA               | Campos Racing       | 28           | 1            | 0            | 2            | 4            | 62           | 14.º         |
| 2025      | Campeonato de Fórmula 2 de la FIA               | Campos Racing       | Disputándose | Disputándose | Disputándose | Disputándose | Disputándose | Disputándose | Disputándose |
| Fuente:   |                                                 |                     |              |              |              |              |              |              |              |

## Resultados

### Campeonato de Fórmula 3 de la FIA
(Clave) (negrita indica pole position) (cursiva indica vuelta rápida puntuable)

| Año  | Escudería     | 1   | 1   | 2   | 2   | 3   | 3   | 4   | 4   | 5   | 5   | 6   | 6   | 7   | 7   | 8   | 8   | 9   | 9   | Pos. | Puntos | Ref.   |
| ---- | ------------- | --- | --- | --- | --- | --- | --- | --- | --- | --- | --- | --- | --- | --- | --- | --- | --- | --- | --- | ---- | ------ | ------ |
| 2022 | Campos Racing | SAK | SAK | IMO | IMO | BAR | BAR | SIL | SIL | SPI | SPI | BUD | BUD | SPA | SPA | ZAN | ZAN | MNZ | MNZ | 25.º | 2      | [ 24 ] |
| 2022 | Campos Racing | 28† | 13  | Ret | 15  | 13  | 20  | 20  | 23  | 13  | Ret | 14  | 29  | Ret | 22  | 19  | 14  | 9   | 26  | 25.º | 2      | [ 24 ] |
| 2023 | Campos Racing | SAK | SAK | MEL | MEL | MON | MON | BAR | BAR | SPI | SPI | SIL | SIL | BUD | BUD | SPA | SPA | MNZ | MNZ | 5.º  | 105    | [ 25 ] |
| 2023 | Campos Racing | 1   | 6   | 13  | 7   | 1   | 9   | 8   | 1   | 6   | 9   | 10  | 3   | 20  | 6   | Ret | 9   | Ret | Ret | 5.º  | 105    | [ 25 ] |

### Campeonato de Fórmula Regional de Medio Oriente
(Clave) (negrita indica pole position) (cursiva indica vuelta rápida puntuable)

| Año  | Equipo       | 1    | 1    | 1    | 2    | 2    | 2    | 3    | 3    | 3    | 4    | 4    | 4    | 5   | 5   | 5   | Pos. | Puntos |
| ---- | ------------ | ---- | ---- | ---- | ---- | ---- | ---- | ---- | ---- | ---- | ---- | ---- | ---- | --- | --- | --- | ---- | ------ |
| 2023 | Pinnacle VAR | DUB1 | DUB1 | DUB1 | KUW1 | KUW1 | KUW1 | KUW2 | KUW2 | KUW2 | DUB2 | DUB2 | DUB2 | YMC | YMC | YMC | 7.º  | 79     |
| 2023 | Pinnacle VAR | 14   | 9    | 6    | Ret  | 10   | 6    |      |      |      | 10   | 1    | 11   | 6   | 1   | 10  | 7.º  | 79     |

### Gran Premio de Macao
| Año  | Escudería     | Q  | QR | Pos. |
| ---- | ------------- | -- | -- | ---- |
| 2023 | Campos Racing | 11 | 8  | 5    |

### Campeonato de Fórmula 2 de la FIA
(Clave) (negrita indica pole position) (cursiva indica vuelta rápida puntuable)

| Año   | Escudería     | 1   | 1   | 2   | 2   | 3   | 3   | 4   | 4   | 5   | 5   | 6   | 6   | 7   | 7   | 8   | 8   | 9   | 9   | 10  | 10  | 11  | 11  | 12  | 12  | 13  | 13  | 14  | 14  | Pos. | Puntos | Ref.   |
| ----- | ------------- | --- | --- | --- | --- | --- | --- | --- | --- | --- | --- | --- | --- | --- | --- | --- | --- | --- | --- | --- | --- | --- | --- | --- | --- | --- | --- | --- | --- | ---- | ------ | ------ |
| 2024  | Campos Racing | SAK | SAK | YED | YED | MEL | MEL | IMO | IMO | MON | MON | BAR | BAR | SPI | SPI | SIL | SIL | BUD | BUD | SPA | SPA | MNZ | MNZ | BAK | BAK | LUS | LUS | YMC | YMC | 14.º | 62     | [ 26 ] |
| 2024  | Campos Racing | 3   | 2   | 7   | Ret | Ret | 13  | 16  | Ret | Ret | 14  | 11  | 9   | 2   | 15  | Ret | 10  | 17  | 12  | Ret | Ret | 4   | 12  | 19  | Ret | Ret | 16  | 1   | 6   | 14.º | 62     | [ 26 ] |
| 2025* | Campos Racing | MEL | MEL | SAK | SAK | YED | YED | IMO | IMO | MON | MON | BAR | BAR | SPI | SPI | SIL | SIL | SPA | SPA | BUD | BUD | MNZ | MNZ | BAK | BAK | LUS | LUS | YMC | YMC | 8.º  | 69     | [ 27 ] |
| 2025* | Campos Racing | 8   | C   | 1   | 4   | 2   | 5   | 16  | 14  | Ret | Ret | 14  | 6   | 1   | 6   | 10  | 9   |     |     |     |     |     |     |     |     |     |     |     |     | 8.º  | 69     | [ 27 ] |

- * Temporada en progreso.